# Classe Magdeburg
La classe Magdeburg fu una classe di incrociatori leggeri della Kaiserliche Marine tedesca, composta da quattro unità entrate in servizio nel 1912.
Tutte e quattro le unità parteciparono agli eventi della prima guerra mondiale: la capoclasse SMS Magdeburg andò perduta molto presto in azione, finendo arenata il 26 agosto 1914 sulla costa dell'isola di Osmussaar nel Golfo di Finlandia e venendo autoaffondata dall'equipaggio, mentre lo SMS Strassburg e lo SMS Stralsund servirono nel Mare del Nord con la forza da ricognizione della Hochseeflotte, prendendo parte a diverse azioni come la battaglia di Helgoland e la battaglia di Dogger Bank. Allo scoppio del conflitto il SMS Breslau formava con l'incrociatore da battaglia SMS Goeben la divisione del Mediterraneo della Kaiserliche Marine (Mittelmeerdivision), e dopo essere sfuggito alla caccia delle unità britanniche raggiunse Costantinopoli dove fu formalmente consegnato alla Marina militare ottomana: con il nuovo nome di Midilli l'unità vide diverse azioni nel Mar Nero, finendo affondata il 20 gennaio 1918 durante la battaglia di Imbros per l'urto con una mina.
Al termine delle ostilità le due unità superstiti furono acquisite dagli Alleati come prede di guerra: lo Strassburg fu ceduto all'Italia e servì poi nella Regia Marina sotto il nome di Taranto, partecipando anche alla seconda guerra mondiale e finendo affondato il 23 settembre 1944 in un attacco aereo a La Spezia; lo Stralsund fu ceduto alla Francia e, con il nome di Mulhouse, prestò servizio con la Marine nationale fino alla sua radiazione nel febbraio 1935.

## Caratteristiche

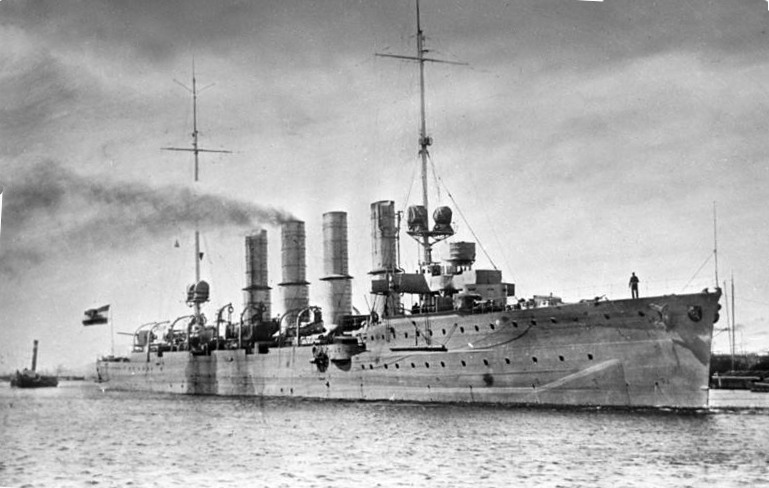
Il Breslau nel 1912

Il progetto dei Magdeburg fu delineato tra il 1908 e il 1909: il progetto incorporava un certo numero di innovazioni rispetto a quello delle precedenti classi di incrociatori leggeri tedeschi, tra cui un nuovo sistema di telai longitudinali dello scafo il cui sviluppo ritardò la costruzione di tre o quattro anni; la forma stessa dello scafo fu riprogettata al fine di migliorare l'efficienza, prevedendo tra l'altro una nuova prua arcuata o "a clipper" invece della prua a rostro fino ad allora utilizzata. I Magdeburg furono i primi incrociatori leggeri tedeschi a prevedere una cintura corazzata sulla linea di galleggiamento, una pratica divenuta poi standard nelle costruzioni navali successive unitamente a un disegno più basso del cassero per facilitare la posa di mine navali dall'unità.
Lo scafo dei Magdeburg era lungo 136 metri alla linea di galleggiamento e 138,7 fuori tutto, con una larghezza di 13,5 metri e un pescaggio di 4,4 metri; il dislocamento standard era di 4.570 con l'unità a pieno carico di combattimento. Lo scafo era realizzato in acciaio con telai longitudinali e trasversali, e suddiviso al suo interno in quattordici compartimenti stagni (sedici compartimenti sul solo Breslau); vi era anche un doppio fondo che correva per il 45% della lunghezza della chiglia. L'equipaggio standard ammontava a 18 ufficiali e 336 tra sottufficiali e comuni, e le dotazioni di bordo comprendevano una scialuppa di picchetto, una chiatta, un cutter, due iolle e due dinghy. La Marina tedesca considerò i Magdeburg come unità dalla buona tenuta del mare, reattivi ai comandi e manovrabili, sebbene lenti nelle virate a causa dello sterzo controllato da un unico grande timone; la perdita di velocità con il mare preso di prua era lieve, ma saliva al 70% in caso di mare grosso. L'altezza metacentrica era di 79 metri.

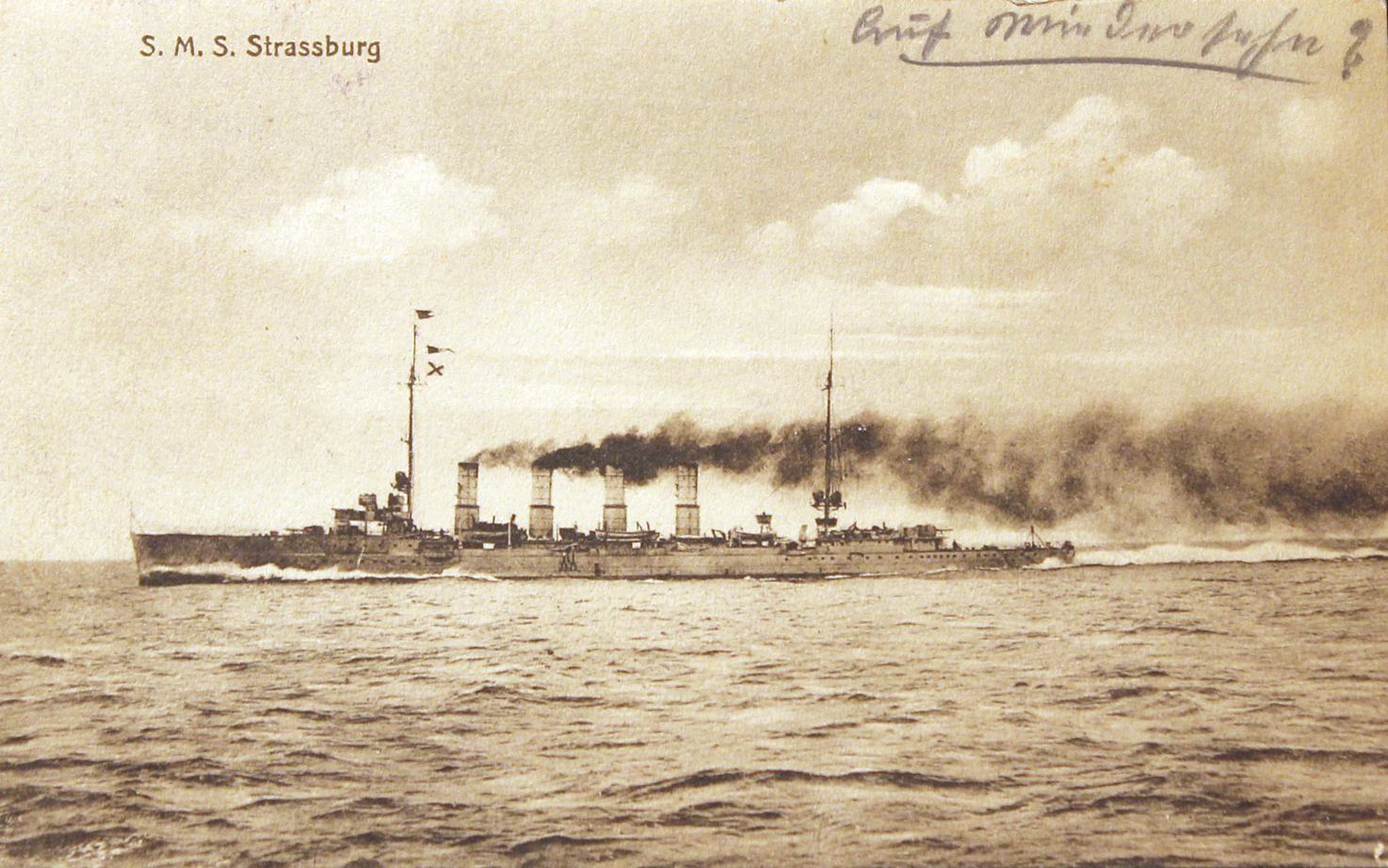
Lo Strassburg durante una prova ad alta velocità

Tutte e quattro le unità furono costruite con turbine a vapore di diverse caratteristiche, al fine di permettere alla Marina di testare le macchine provenienti da fornitori distinti: il Magdeburg fu equipaggiato con tre turbine della Bergmann azionanti tre eliche a tre pale da 2.75 metri di diametro; il Breslau ricevette due coppie di turbine della AG Vulcan azionanti tre eliche a tre pale di 2,47 metri di diametro; lo Strassburg ebbe una coppia di turbine navali con due eliche da 3,4 metri, mentre lo Stralsund ebbe inizialmente tre turbine della Bergmann con tre eliche da 2,75 metri ridotte poi a due nel 1918. Tutte e quattro le unità furono equipaggiate con sedici caldaie a tubi d'acqua alimentate a carbone, dotate poi di spruzzatori per olio combustibile onde aumentare il potere calorico del propellente, e suddivise in cinque sale macchine disposte al centro dello scafo; l'apparato motore dei Magdeburg era progettato per generare una potenza di 25.000 shp; la velocità massima di progetto sviluppabile dagli incrociatori era di 27,5 nodi, ma alle prove tutti furono capaci di superare tale velocità anche di mezzo nodo in più. Le unità imbarcavano 1.200 tonnellate di carbone e 106 di olio combustibile, il che conferiva loro un'autonomia di 5.820 miglia nautiche alla velocità di 12 nodi; per l'alimentazione elettrica erano disponibili tre generatori (due sul Breslau) per una potenza combinata di 320 kW a 220 Volt.
L'armamento degli incrociatori comprendeva dodici cannoni 10,5 cm SK L/45 in installazioni singole: due erano posti affiancati sul castello di prua, due sul castello di poppa e otto lungo la fiancata a centro nave, quattro per lato; i cannoni avevano un'elevazione massima di +30° che consentiva loro di ingaggiare bersagli posti a 12.700 metri di distanza, e avevano una riserva di 150 colpi per pezzo. Completavano l'armamento due tubi lanciasiluri da 500 mm posti nello scafo lungo le fiancate e 120 mine navali. Nel 1916 due dei pezzi da 10,5 cm del Breslau furono rimpiazzati da due cannoni da 15 cm SK L/45, capaci di una gittata di 17.600 metri, e l'anno successivo i restanti dieci pezzi da 10,5 cm furono rimpiazzati da sei pezzi da 15 cm; nel 1915 invece lo Strassburg e lo Stralsund furono completamente riarmati con sette cannoni da 15 cm, due cannoni da 8,8 cm SK L/45 e due tubi lanciasiluri da 500 mm montati sul ponte.
I Magdeburg erano protetti da una cintura corazzata alla linea di galleggiamento spessa 60 mm nella parte centrale dello scafo e 18 mm alla estremità prodiera (la poppa invece non era corazzata); il ponte era protetto da uno strato di corazza spesso 60 mm nella parte centrale e 20 mm alle estremità, con un'armatura curva spessa 40 mm che collegava il ponte corazzato alla cintura corazzata. La torre di comando era protetta da una corazzatura spessa 100 mm sulle fiancate e 20 mm sul tetto, mentre i cannoni avevano una scudatura spessa 50 mm e il telemetro era protetto da piastre corazzate spesse 30 mm.

## Unità
| Nome           | Costruttore                     | Impostazione | Varo            | Entrata in servizio | Destino finale |
| -------------- | ------------------------------- | ------------ | --------------- | ------------------- | --- |
| SMS Magdeburg  | AG Weser                        | 1910         | 13 maggio 1911  | 20 agosto 1912      | incagliato il 26 agosto 1914 nei pressi dell'isola di Osmussaar nel Golfo di Finlandia ed affondato dall'equipaggio.                                            |
| SMS Breslau    | AG Vulcan                       | 1910         | 16 maggio 1911  | 10 maggio 1912      | ceduto all'Impero ottomano nell'agosto 1914 e rinominato Midilli, affondato il 28 gennaio 1918 durante la battaglia di Imbros per l'urto con una mina           |
| SMS Strassburg | Kaiserliche Werft Wilhelmshaven | 1910         | 24 agosto 1911  | 9 ottobre 1912      | consegnato all'Italia come preda di guerra nel luglio 1920 e rinominato Taranto, affondato a La Spezia il 23 settembre 1944 in un attacco aereo                 |
| SMS Stralsund  | AG Weser                        | 1910         | 4 novembre 1911 | 10 dicembre 1912    | consegnato alla Francia come preda di guerra nell'agosto 1920 e rinominato Mulhouse, radiato dal servizio nel febbraio 1933 e avviato alla demolizione nel 1935 |